# Mordbranden i Solingen 1993

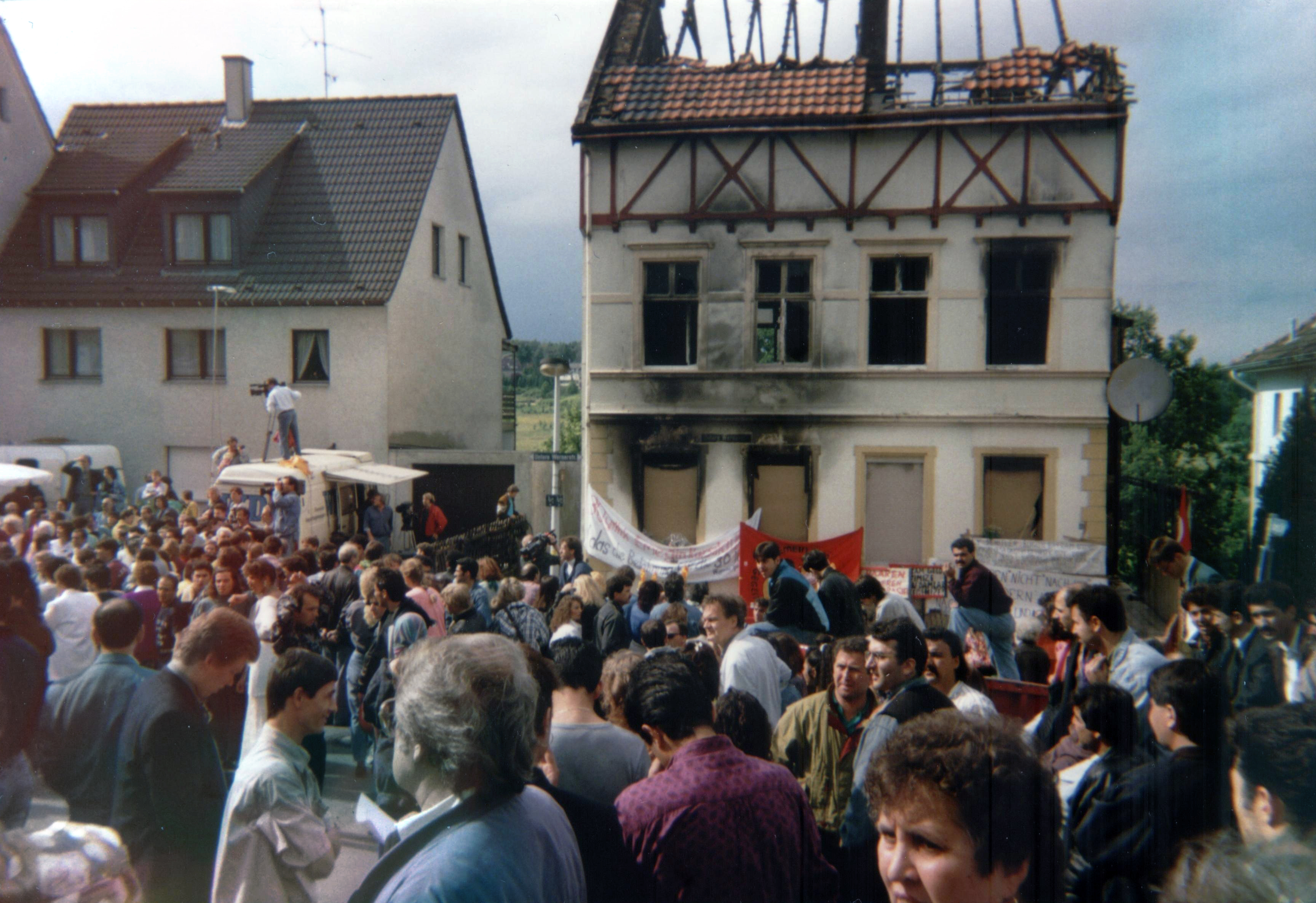
Tyskar och turkar demonstrerar framför det brandskadade huset i Solingen i början av juni 1993.

Mordbranden i Solingen ägde rum natten till den 29 maj 1993, då fyra unga tyska män som tillhörde den nynazistiska skinheadrörelsen tände eld på en turkisk familjs hus i Solingen i Nordrhein-Westfalen i västra Tyskland. Tre flickor och två kvinnor dödades och fjorton andra familjemedlemmar, däribland flera barn, skadades, flera av dem allvarligt. Det var ett av de allvarligaste främlingsfientliga dåden i Tyskland i modern tid, och ledde till våldsamma demonstrationer av turkar i flera tyska städer, samt av tyskar som visade solidaritet med de turkiska offren. I oktober 1995 befanns förövarna skyldiga till mord och dömdes till fängelsestraff på mellan tio och femton år. För de tre förövarna som var under 20 år var detta maximistraff. Utöver fängelse dömdes de till att betala skadestånd till skadade och till anhöriga.